# Томас Хеслер
Томас Юрген Хеслер (на немски: Thomas Jürgen Häßler) е бивш немски футболист. Като състезател на Германския национален отбор е световен шампион от Мондиал 90, европейски шампион от Евро 96, както и вицешампион от Евро 92. Участва още на Мондиал 94, Мондиал 98, както и на Евро 92 и Евро 2000. Част е от олимпийския национален отбор участвал на олимпийския футболен турнир в Сеул 1988.
След края на състезателната си кариера е асистент на Берти Фогтс в националния отбор на Нигерия. През 2010 г. е спортен директор на шотландския Килмарнък.

## Успехи
Кьолн
- Купа на УЕФА
  - Финалист (1): 1985–86
- Първа Бундеслига
  - Вицешампион (2): 1988–89, 1989–90

 Ювентус
- Суперкупа на Италия
  - Финалист (1): 1990

 Рома
- Суперкупа на Италия
  - Финалист (1): 1991
- Купа на Италия
  - Финалист (1): 1992–93

 Карлсруе
- Купа на Германия
  - Финалист (1): 1995–96

 Германия
- Световно първенство (1): Мондиал 90
- Европейско първенство (1): Евро 96
  - Вицешампион (1): Евро 92
- Олимпийски футболен турнир -  Сеул 1988

Индивидуални
- Футболист № 1 на Германия (2): 1989, 1992
- Идеален отбор (1): Евро 92
- Футболист на годината ФИФА
  -     - 3-то място 1992 г.[2]